# Villa 31

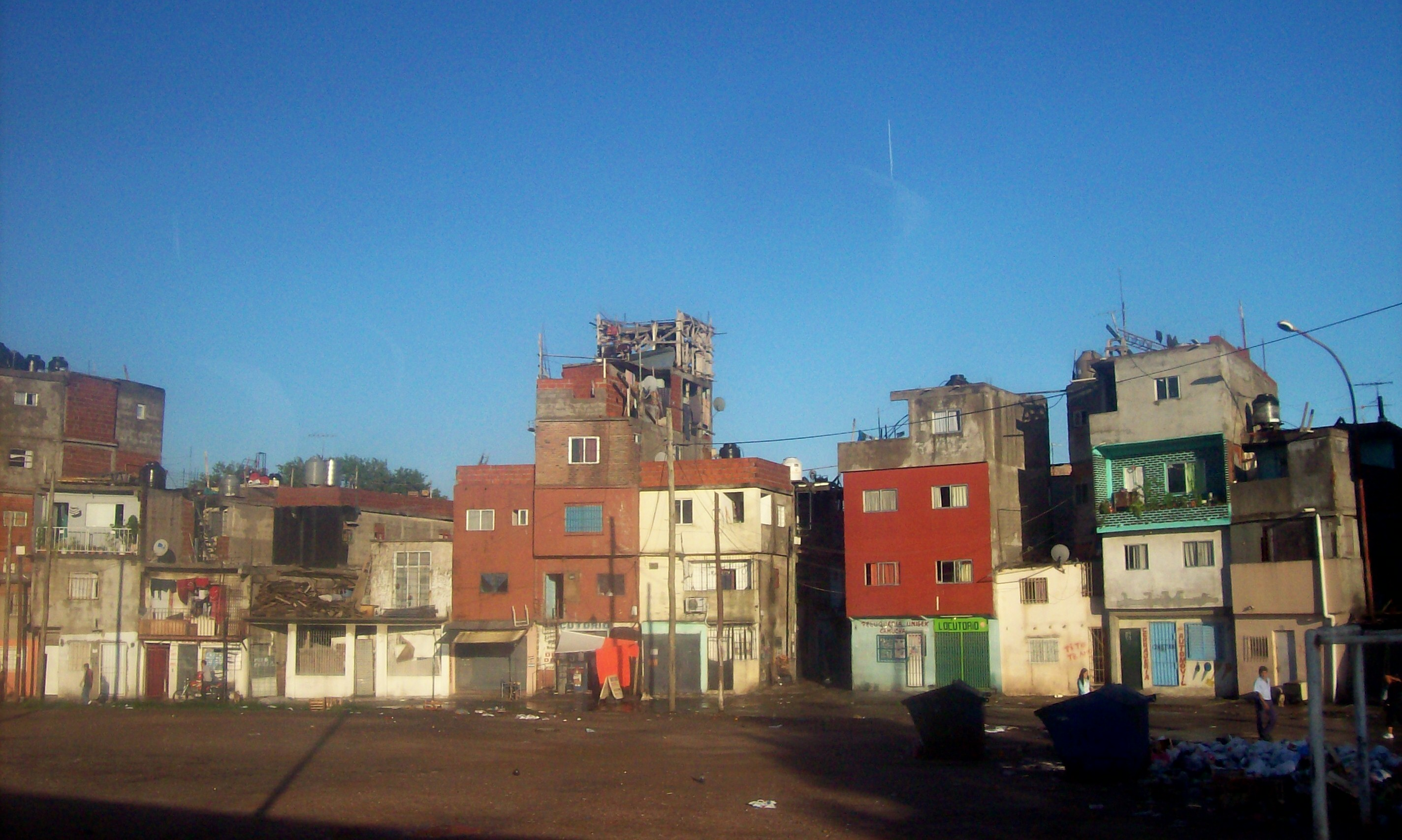
Häuser der Villa 31 gegenüber dem Busbahnhof Retiro

Die Villa 31 ist die bekannteste informelle Siedlung (Villa Miseria) in der argentinischen Hauptstadt Buenos Aires. Sie liegt im Stadtteil Retiro in der Innenstadt auf einem Grundstück, das zum Gelände des Bahnhofs Retiro gehört und damit dem Bundesstaat untersteht.
Villa 31 ist das größte einzelne Elendsviertel der Stadt; es gibt allerdings einen weitgehend zusammengewachsenen Komplex von drei villas im Stadtviertel Barracas, bekannt als Villa 21 – 24 – NHT Zavaleta, der mit 45.285 Einwohnern noch größer ist. Das Bevölkerungswachstum des Viertels ist hoch: Nach einer Studie erhöhte sich zwischen 2001 und 2009 die Einwohnerzahl von den 12.204 Einwohnern, die in der Volkszählung 2001 gezählt wurden, bis 2009 auf 25.987.

## Geschichte
Das Elendsviertel existiert seit den 1930er Jahren, als sich infolge der Weltwirtschaftskrise 1929 zahlreiche arme Eisenbahnarbeiter dort niederließen. Bekannt für seine Sozialarbeit im Viertel wurde der Priester Carlos Mugica, der 1974 von der rechtsextremen paramilitärischen Gruppe Alianza Anticomunista Argentina ermordet wurde und bis heute von der Bevölkerung verehrt wird.
Während der Militärdiktatur des Prozesses der Nationalen Reorganisation wurde das Viertel gewaltsam geräumt und die Einwohner an die Peripherie des Gran Buenos Aires umgesiedelt. Nach 1983 begannen erneut Familien, sich auf diesem Gebiet anzusiedeln. Insbesondere der Anstieg der Mietpreise in der Innenstadt führte zu einer Explosion der Einwohnerzahl. 2006 entstand auf einem nicht mehr genutzten Teil des Bahnhofs Retiro San Martín ein zweites Elendsviertel, die Villa 31 bis.
Seit dem Amtsantritt von Mauricio Macri als Bürgermeister im Jahr 2007 gab es eine Kontroverse zwischen dem Bürgermeisteramt von Buenos Aires und der Nationalregierung; während Macri zunächst die Umsiedlung des ganzen Elendsviertels und später zumindest der Villa 31 bis in die Peripherie von Buenos Aires befürwortete, hielt die damalige Nationalregierung am Plan fest, die informelle Siedlung in ein reguläres Stadtviertel umzuwandeln, ohne die Bewohner umzusiedeln.
Nachdem Macri im Streit 2009 einlenkte, wurde im Dezember 2009 beschlossen, die Villa 31 inklusive der 31 bis zu urbanisieren. Der Plan dazu wurde von der Universität Buenos Aires erstellt.

## Bevölkerung
Laut einer im Jahr 2009 durchgeführten Untersuchung sind 50,6 % der Bewohner Ausländer, davon kommt der größte Teil aus Paraguay (23,9 %), Bolivien (16,6 %) und Peru (9,8 %). 29,6 % der Bewohner kommen aus Buenos Aires, während die Binnenwanderer aus anderen Provinzen 14,3 % ausmachen. 70 % der Bewohner wohnen in Wohnungen, die sie gekauft haben und als ihr Eigentum ansehen; und 19 % wohnen zur Miete; nur 1 % sind Hausbesetzer.